# Tipasa rubrivena
Tipasa rubrivena là một loài bướm đêm trong họ Noctuidae.